# ريغي بوش
ريغي بوش (بالإنجليزية: Reggie Bush) هو لاعب كرة قدم أمريكية أمريكي، ولد في 2 مارس 1985 في سان دييغو في الولايات المتحدة.

## وصلات خارجية
- الموقع الرسمي
- ريغي بوش على موقع الاتحاد الدولي لألعاب القوى (الإنجليزية)
- ريغي بوش على موقع إي إس بي إن.كوم (أن.أف.أل)3
- ريغي بوش على موقع مرجع كرة القدم المحترفة.كوم (الإنجليزية)
- ريغي بوش على موقع كلية كرة القدم في سبورتس رفرنس.كوم (الإنجليزية)
- ريغي بوش على موقع IMDb (الإنجليزية)
- ريغي بوش على موقع ميوزك برينز (الإنجليزية)
- ريغي بوش على موقع إن إن دي بي (الإنجليزية)
- ريغي بوش على موقع قاعدة بيانات الفيلم (الإنجليزية)